# Meridacris diabolica
Meridacris diabolica är en insektsart som beskrevs av Roberts 1937. Meridacris diabolica ingår i släktet Meridacris och familjen gräshoppor. Inga underarter finns listade i Catalogue of Life.